# Trichomanes pedicellatum
Espèce
Trichomanes pedicellatum est une espèce de fougères de la famille des Hyménophyllacées trouvée en Amérique tropicale.
Nom Wayãpi : küpεpεpә

## Position taxonomique
Trichomanes pedicellatum est classé dans le sous-genre Lacostea et en est l'espèce type.
Synonymes : Lacostea pedicellata (Desv.) Pic.Serm., Trichomanes subsessile Splitg.

## Description
Cette fougère a les caractéristiques suivantes :
- son rhizome est rampant, assez épais, portant des racines robustes ;
- le limbe est divisé une fois, et chaque segment est lobé ;
- les sores sont tubulaires avec un long style portant les sporanges dépassant légèrement l'indusie ; ils sont insérées dans le limbe à l'extrémité des nervures latérales des segments.

## Distribution
Cette espèce, principalement terrestre, est présente dans les forêts denses d'Amérique du Sud tropicale : Brésil, Guyana, Surinam, Venezuela et en particulier la Guyane.